# Лембейе, Хуан

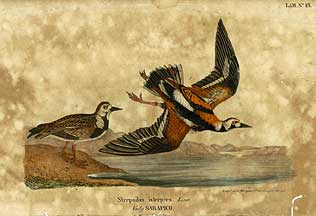
Камнешарка в Aves de la Isla de Cuba

Хуан Лембейе (1816—1889) — испанский натуралист. Автор книги Aves de la Isla de Cuba (1850) — единственного издания с рисунками птиц, опубликованного на Кубе, где он жил с 1830-х по 1860-е годы. Большинство из 38 иллюстраций в книге скопированы с работ Одюбона, в некоторых случаях даже вместе с растениями, изображенными на фоне. В книге Лембейе впервые описана Колибри-пчёлка.
Натуралист открыл виды птиц Myadestes elisabeth и Teretistris fernandinae. В его честь дано латинское название виду Polioptila lembeyei.
Коллегами Лембейе были Хуан Гундлах и Виктор Лопес Сеоане.